# Stand and Deliver (1928)
Stand and Deliver é um filme mudo de 1928 estrelado por Rod La Rocque e Lupe Vélez, dirigido por Donald Crisp. O filme foi produzido por Cecil B. DeMille e distribuído pela Pathé Exchange.

## Elenco
- Rod La Rocque - Roger Norman
- Lupe Vélez - Jania
- Warner Oland - Ghika
- Louis Natheaux - Capitão Dargia
- Clarence Burton - Capitão Melok
- Charles Stevens - Pietro

não creditados
- James Dime
- Frank Lanning
- Alexander Palasthy - Juja
- Bernard Siegel
- Donald Crisp

## Estado de conservação
Cópias do filme são preservadas na George Eastman House e UCLA Film and Television Archive.